# The Silent Whales of Lunar Sea
The Silent Whales of Lunar Sea è il quinto album in studio del gruppo folk metal britannico Skyclad, pubblicato nel 1995.

## Tracce
1. Still Spinning Shrapnel – 4:34
2. Just What Nobody Wanted – 4:48
3. Art-Nazi – 3:42
4. Jeopardy – 4:20
5. Brimstone Ballet – 4:13
6. A Stranger in the Garden – 5:27
7. Another Fine Mess – 6:15
8. Turncoat Rebellion – 2:06
9. Halo of Flies – 5:23
10. Desperanto (A Song for Europe?) – 3:29
11. The Present Imperfect – 4:04
12. Dance of the Dandy Hound – 2:29

## Formazione
- Martin Walkyier - voce
- Dave Pugh - chitarre, banjo, cori
- Graeme English - basso, chitarre, tastiere, cori
- Georgina Biddle - violino, tastiere, cori
- Keith Baxter - batteria, percussioni